# Хобург
Хобург (нем. Hohburg) — бывшая коммуна в немецкой федеральной земле Саксония. С 1 января 2012 года входит в состав общины Лоссаталь.
Подчиняется административному округу Лейпциг и входит в состав района Лейпциг. Население составляет 2810 человек (на 31 декабря 2010 года). Занимает площадь 37,56 км². Официальный код — 14 3 83 160.
Коммуна подразделялась на 7 сельских округов.